# Cerro Fisckenscher
El cerro Fickenscher es una montaña chilena de los Andes centrales que queda al oriente de Santiago. Forma un cordòn montañoso junto al cerro El Plomo, cerro Leonera, cerro Altar y al cerro Littoria.

## Descripción
Su altitud es de 5.405 m s. n. m. según Lliboutry. Fue nombrado así en honor al topógrafo y andinista chileno Federico Fickenscher Vidal miembro del Club Alemán Andino por su contribución a la cartografía de montaña. Elaboró la Carta de Excursionismo para la cordillera central. Su cumbre fue alcanzada por primera vez en febrero de 1947 por Carlos Píderit y Bernardo Rosales.